# Mariko Morimoto
Mariko Morimoto (森本 麻里子, Morimoto Mariko, née le 17 mars 1995) est une athlète japonaise, spécialiste du triple saut.

## Biographie
En 2023, Mariko Morimoto s'adjuge la médaille d'argent des championnats d'Asie en salle, puis devient championne d'Asie en plein air à Bangkok avec la marque de 14,16 m, un nouveau record du Japon, qui était détenu depuis 1999 par Maho Hanaoka avec 14,04 m. 

## Palmarès
| Date | Compétition                  | Lieu     | Résultat | Marque  |
| ---- | ---------------------------- | -------- | -------- | ------- |
| 2023 | Championnats d'Asie en salle | Astana   | 2e       | 13,66 m |
| 2023 | Championnats d'Asie          | Bangkok  | 1re      | 14,16 m |
| 2023 | Jeux asiatiques              | Hangzhou | 3e       | 13,78 m |

## Records
| Épreuve     | Marque       | Lieu  | Date        |
| ----------- | ------------ | ----- | ----------- |
| Triple saut | 14,16 m (NR) | Osaka | 3 juin 2023 |